# وتدية
الوتدية (الاسم العلمي: Corynebacterium) هي جنس من البكتيريا تتبع الفصيلة الوتديات من رتبة الشعيات.

## أنواع الوتدية
وتدية خناقية